# Hôtel Daviel
Pour les articles homonymes, voir Daviel.
L’hôtel Daviel est un édifice de Marseille construit entre 1743 et 1747 par les frères Gérard. Il porte le nom du chirurgien et ophtalmologue Jacques Daviel, qui s'est rendu à Marseille lors de la peste de 1720.
Les façades et toitures de cet hôtel ont été classées Monument historique par arrêté du 12 janvier 1945.

## Historique
À l'emplacement de cet hôtel Daviel s'élevait un premier palais de justice construit en 1576 et rénové en 1618. D'après un voyageur hollandais qui visita ce palais de justice en 1649, ce monument était le plus important et le plus curieux de Marseille. Au début du XVIIIe siècle les locaux de ce palais de justice s'avèrent insuffisants. Les échevins estiment que les frais de reconstruction devaient être supportés par le trésor royal. Un arrêt du Conseil du Roi du 18 décembre 1742 ordonne qu'un nouveau palais de justice devait être édifié à Marseille et que les dépenses correspondantes seraient à la charge de la municipalité.
Les membres de la Sénéchaussée proposent de construire un nouvel établissement sur un terrain situé au bas de la Canebière. Mais le conseil municipal trouve ce projet trop onéreux et décide de reconstruire le nouveau palais sur l'emplacement de l'ancien. L'emprise de l'ancien palais étant insuffisante, la ville fait l'acquisition d'une maison mitoyenne appartenat à M. Ferrary au prix de 20 000 livres afin d'augmenter la surface constructible. Pour financer les travaux, le conseil municipal décide, dans sa séance du 26 septembre 1743, d'établir une surtaxe de trente sept sols sur chaque charge de blé vendue dans la ville. Pendant la période de démolition et de reconstruction, les services judiciaires sont installés dans une maison du marquis de Jarente-la-Bruyère, rue des olives.
Les tribunaux peuvent s'installer dans le nouveau bâtiment fin 1743. Les dépenses s'élevèrent à la somme de 194 212 livres.

## Les différentes affectations
Le pavillon Daviel fonctionne en tant que palais de justice de 1747 à 1862 date de la mise en service d'un nouveau palais de justice édifié place Montyon. Moins de cinquante ans après sa mise en service, il va vivre des évènements dramatiques en 1793 et 1794 avec la prononciation de nombreux arrêts de mort. Après le transfert du palais place Montyon, les locaux abriteront l'école de médecine de 1875 à 1893. Épargné en 1943 lors de la destruction du quartier du Vieux-Port par les Allemands, le pavillon abrite actuellement des services annexes de la mairie.

## Description des bâtiments

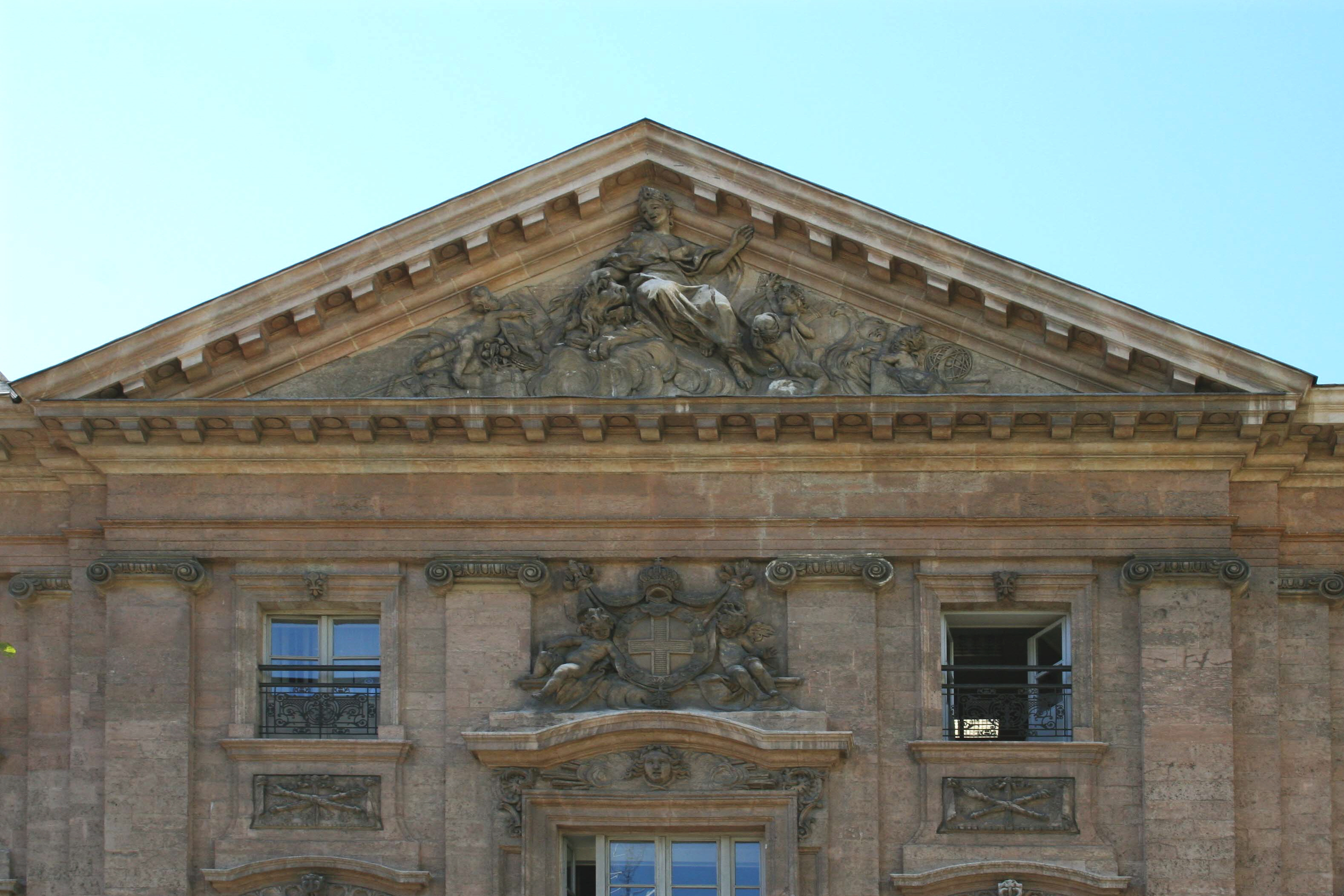
Détail des sculptures de Verdiguier
Hôtel Daviel

Cette construction présente l'ordonnance simple et harmonieuse des belles maisons provençales du XVIIIe siècle. La façade donnant sur la place Daviel est divisée par des pilastres à chapiteaux ioniques. L'avant-corps en faible saillie est couronné d'un fronton triangulaire. L'étage noble est orné d'un balcon en ferronnerie avec des panneaux « à la marguerite ». Les supports des balcons sont également en fer forgé.
Le fronton est décoré d'une déesse chevauchant un lion et entourée d'enfants : l'un d'eux, celui de gauche, présente d'une main l'écusson de Marseille et de l'autre les tables de la loi. Au-dessus de l'entablement de la fenêtre centrale, des angelots présentaient les armes du roi remplacées par un écusson de la ville. Sous chacune des quatre fenêtres du second étage, un panneau représente la main de la justice et la torche de Thémis déesse de la Justice, de la Loi et de l'Équité. Toutes ces sculptures sont dues au sculpteur Jean-Michel Verdiguier.
À la suite du projet d'extension de l'hôtel de ville de Marseille en 2006, le pavillon est aujourd'hui relié de manière souterraine à l'Espace Bargemon et aux autres bâtiments de l'hôtel de ville.